# Štadión FK Stupava
Štadión FK Stupava – stadion piłkarski w Stupavie, na Słowacji. Został otwarty w 1959 roku. Może pomieścić 1500 widzów. Swoje spotkania rozgrywają na nim piłkarze zespołu Inter Bratysława, służy on także klubowi FKM Stupava.
Stadion został otwarty w 1959 roku. Dawniej obiekt służył klubowi Tatran Stupava (później jako FK Stupava), w miejsce którego w 2016 roku powstał FKM Stupava, skupiający się głównie na pracy z młodzieżą. 5 marca 2017 roku otwarto obiekt po modernizacji, w trakcie której m.in. wyposażono go w sztuczną murawę i wyremontowano trybuny. Po modernizacji ze stadionu korzystają również piłkarze klubu Inter Bratysława, choć docelowo zespół ten ma w planach powrót do Bratysławy.